# Telegram
Telegram è una piattaforma di messaggistica istantanea e broadcasting basato su cloud ed erogato senza fini di lucro dalla società Telegram LLC, una società a responsabilità limitata con sede a Dubai, fondata dall'imprenditore russo Pavel Durov. I client ufficiali di Telegram sono distribuiti come software libero per Android, Linux, iOS, MacOS, Windows.
Caratteristiche di Telegram sono la possibilità di scambiare messaggi di testo tra due utenti o tra gruppi, effettuare chiamate vocali e videochiamate cifrate punto-punto, scambiare messaggi vocali, videomessaggi, fotografie, video, sticker e file di qualsiasi tipo fino a 2 GB. Attraverso i canali è anche possibile la trasmissione in diretta di audio/video e testo verso i membri che si uniscono. È inoltre possibile programmare l’orario di invio di un messaggio; impostare un timer per l'autodistruzione dei messaggi che permette l'eliminazione automatica del messaggio una volta visualizzato dal destinatario, così come cancellare messaggi anche per il destinatario, e modificarne il testo dopo l'invio.

## Storia
Telegram è stato fondato nel 2013 dai fratelli Nikolaj e Pavel Durov, i fondatori del social network russo VK. I fondatori hanno annunciato che la società Telegram LLC è un'organizzazione non a scopo di lucro non collegata a VK e con sede a Dubai. Nikolaj ha creato il nuovo protocollo MTProto sul quale Telegram è basato mentre Pavel ha fornito sostegno finanziario e infrastrutture attraverso il suo fondo denominato Digital Fortress. Il 24 febbraio 2014 un fork FOSS-friendly di Telegram è stato aggiunto su F-Droid.
Il 12 maggio 2020, il fondatore Pavel Durov ha annunciato l'abbandono della blockchain ufficiale di Telegram.
Il 23 dicembre 2020, il fondatore Pavel Durov ha annunciato che la piattaforma ha raggiunto i 500 milioni di utenti attivi mensili, rendendo la gestione dei server molto costosa. Conseguentemente a ciò, nel 2021, Telegram ha introdotto inserzioni pubblicitarie, ma solo nei canali pubblici con oltre 1.000 membri. Tuttavia, la piattaforma non ha implementato pubblicità invasiva o interstiziale, come inizialmente previsto. L'inserimento di annunci è limitato a spazi discreti, senza compromettere l'esperienza utente. Telegram ha dichiarato che gli introiti derivanti da questi annunci vengono utilizzati per mantenere il servizio gratuito e senza la necessità di raccogliere dati sensibili degli utenti.

### Statistiche
Nell'ottobre del 2013, Telegram ha avuto un picco di 100 000 utenti attivi in un giorno. Il 24 marzo 2014 ha annunciato di aver raggiunto 35 milioni di utenti e 15 milioni di utenti attivi al giorno. Nel dicembre del 2014, Telegram ha annunciato di aver 50 milioni di utenti attivi, generando un miliardo di messaggi giornalieri, e di aver un milione di nuovi iscritti a settimana; il traffico è raddoppiato in cinque mesi con due miliardi di messaggi giornalieri. Nel settembre 2015, un annuncio riferiva che l'applicazione aveva raggiunto 60 milioni di utenti e che aveva inviato 12 miliardi di messaggi al giorno. Nel mese di febbraio 2016 si sono raggiunti i 100 milioni di utenti attivi mensili, 350.000 nuovi utenti al giorno e 15 miliardi di messaggi scambiati giornalmente. A febbraio 2018 i download giornalieri dell'app su Android e iOS si assestavano rispettivamente a oltre 500 000 e circa 100 000. Nel marzo 2018, l'applicazione ha raggiunto 200 milioni di utenti attivi al mese. Il 14 marzo 2019, Pavel Durov ha affermato: "3 milioni di nuovi utenti si sono iscritti nelle ultime 24 ore". Durov non ha specificato cosa avesse indotto questo nuovo aumento di nuove iscrizioni; tuttavia nello stesso periodo si è verificata una prolungata interruzione di Facebook, WhatsApp e Instagram, causando probabilmente tale incremento. Il 24 aprile 2020, Durov ha annunciato il raggiungimento di più di 400 milioni attivi mensili nella piattaforma, ottenendo un record per Telegram. Il 12 gennaio 2021 l'applicazione ha raggiunto i 500 milioni di utenti attivi al mese, traguardo che Pavel Durov ha associato al fatto che 25 milioni di nuovi utenti si siano iscritti durante le precedenti 72 ore a causa dei nuovi termini e condizioni di WhatsApp.

## Caratteristiche
I client ufficiali di Telegram sono software libero. Il codice sorgente del lato server invece non è stato reso pubblico. Ciò significa che è possibile mantenere la segretezza delle conversazioni effettuate sul cloud. Non è possibile fornire in proprio questo servizio di messaggistica (ad esempio da un proprio server), perché il server non è stato progettato per questo scopo e l'installazione di nuovi server richiederebbe interi duplicati della rete Telegram e dei suoi contenuti.

### I messaggi e l'utente
I messaggi inviati sono salvati sul cloud di Telegram e non in locale sul dispositivo, questo garantisce una maggiore sicurezza poiché il backup che viene automaticamente creato sulla piattaforma viene criptato e salvato sul Cloud Telegram anch'esso criptato senza dover essere caricato su altri Cloud come per esempio Google Drive come accade per le app tradizionali (infatti quando si fanno i backup delle chat con altre applicazioni di messaggistica come WhatsApp questi vengono creati in chiaro quindi senza cifratura e possono essere letti da chiunque). Inoltre, così facendo si garantisce un risparmio di tempo per quanto riguarda le operazioni backup, upload di questo sul Cloud e il successivo download su un dispositivo diverso. Il risultato consente all'utente di accedere ai messaggi da diversi dispositivi contemporaneamente, inclusi tablet e computer. A partire dal 24 marzo 2019, è stata introdotta una nuova funzionalità che permette di eliminare messaggi inviati e ricevuti senza limiti di tempo e senza lasciare traccia per entrambi i membri di una chat.
Quando si registra, l'utente può scegliere se permettere ad altri di cercarlo inserendo il nickname scelto durante la registrazione preceduto da @ nella barra di ricerca. Questa funzione facoltativa consente ad altri di cercare l'utente su Telegram senza conoscere necessariamente il suo numero di telefono.
Dalla versione 3.9, i messaggi inviati si possono modificare fino a due giorni dall'invio.
A partire dalla versione 6.0, è possibile organizzare le chat secondo ordine personalizzato dall'utente o a seconda della categoria a cui appartengono utilizzando la funzionalità denominata "Cartelle".

### Le chat
Le chat sono di due tipi:

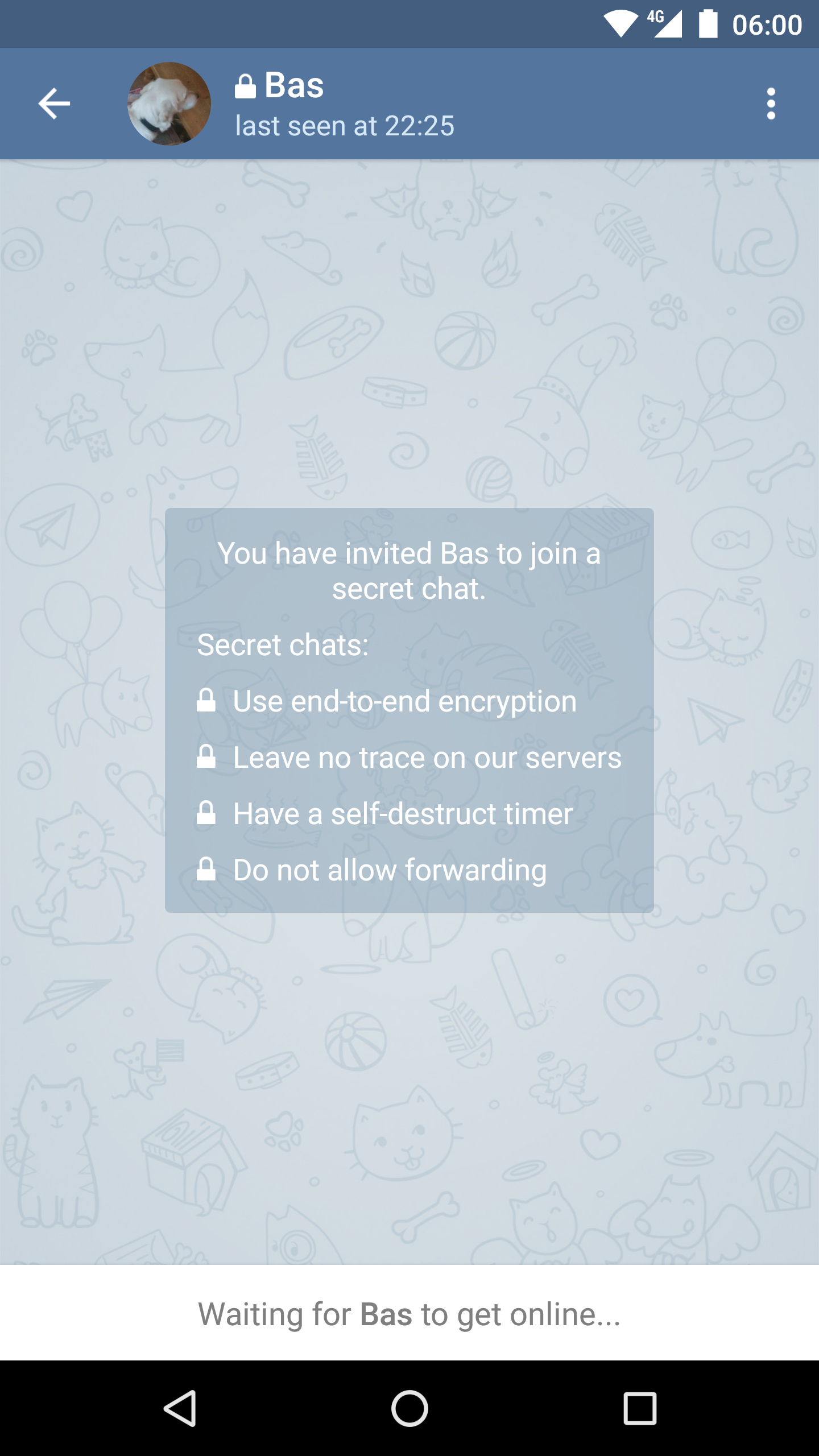
Un invito a partecipare ad una chat segreta.

- Chat cloud (classiche): la chat utilizza una cifratura client-server, ovvero è cifrata dal dispositivo fino ai server di Telegram e viceversa. Quindi la conversazione dovrebbe restare salvata in maniera cifrata sui server[25] di Telegram per poter essere sincronizzata fra più dispositivi (es. smartphone, tablet, PC). La chat classica permette l'invio di messaggi di testo, messaggi vocali, videomessaggi, posizione GPS attuale, coordinate GPS sulla mappa, contatti e qualsiasi tipo di file di dimensione massima di 2,0 GB.
- Chat segrete: la chat utilizza una cifratura end-to-end (o detta punto-punto), ossia è cifrata fra i due dispositivi coinvolti nella conversazione. Di conseguenza la conversazione non rimane salvata sui server di Telegram. Se da un lato queste conversazioni sono notevolmente più sicure dal punto di vista della privacy, da un lato occorre sapere che di conseguenza la chat non può essere sincronizzata fra più dispositivi ma si può visualizzare solo dal dispositivo dal quale è stata avviata.[26][27][28][29] Le chat segrete utilizzano lo scambio di chiavi Diffie-Hellman e permettono di impostare un "timer di autodistruzione", ossia un determinato intervallo di tempo trascorso il quale un messaggio, dopo che è stato visualizzato dal destinatario, viene cancellato. Le chat segrete attualmente non funzionano sulla versione Web e su Telegram Desktop, mentre sono fruibili sui client mobile, vari client alternativi e su Telegram per Mac.[30] Nelle chat segrete non si possono fare screenshots, ma se ci si riesce, verrà inviata una notifica all'altro utente.[31]

### I gruppi
I gruppi di Telegram possono contenere fino a 200 000 membri; è possibile impostare amministratori con permessi selezionabili (cambiare le info del gruppo, eliminare messaggi di altri utenti, bloccare/limitare utenti, invitare utenti tramite link, aggiungere amministratori) e cambiare i permessi degli utenti (inviare messaggi, inviare media, inviare sticker e GIF (grazie alla partnership con Tenor), inviare link con anteprima, inviare sondaggi, aggiungere membri, cambiare le info del gruppo, fissare messaggi). Di default nei gruppi i nuovi membri non possono vedere tutta la cronologia dei messaggi, a meno che non venga abilitata dalle impostazioni o il gruppo non sia reso pubblico, e la stessa è condivisa per tutti gli utenti, di conseguenza i messaggi cancellati dall'utente stesso o da un admin scompaiono anche per tutti gli altri (gli admin possono eliminare tutti i messaggi, gli utenti solo i propri, i messaggi eliminati e modificati sono accessibili per due giorni dagli admin nel registro delle "Azioni recenti"). Si possono modificare i propri messaggi entro due giorni dall'invio. La lista degli utenti è ordinata per l'ultima attività piuttosto che per l'ultimo accesso. I gruppi possono essere resi pubblici impostando un username, in tal modo sarà possibile trovarli dalla ricerca e leggere i messaggi senza unirsi. Se un membro lascia un gruppo, può essere riaggiunto solo da un contatto reciproco.

### I canali

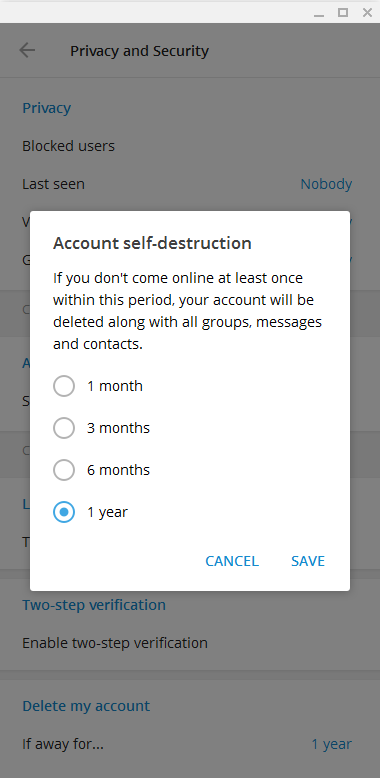
Autodistruzione dell'account

I canali, nati a settembre 2015, sono chat in cui chiunque sia amministratore può inviare messaggi e, se associato ad un gruppo, i membri del canale possono commentare. Un canale può contenere un numero illimitato di iscritti e può essere pubblico o privato; al canale pubblico si può associare un indirizzo link e un username, ricercabile dalla funzione di ricerca dell'app, mentre per quello privato viene generato un link con 22 caratteri alfanumerici casuali.
Dopo l'aggiornamento di luglio 2017 gli amministratori hanno accesso a singole funzioni abilitabili e disabilitabili singolarmente come l'invio, la modifica e la cancellazione dei messaggi, la modifica della descrizione del canale o l'aggiunta di nuovi utenti/amministratori.

### Verifica
Nell'aprile del 2020, con l'acuirsi della necessità di arginare il fenomeno delle fake-news nel corso della pandemia di COVID-19, sono stati introdotti i canali verificati, i quali sono stati utilizzati dai ministeri della salute di diversi paesi per comunicare con i propri cittadini, fra cui quello italiano.
Al tempo stesso è stata introdotta la possibilità di richiedere la verifica di un bot, gruppo o canale per coloro che soddisfino i requisiti minimi imposti dalle linee guida dettate da Telegram.
I profili verificati sono riconoscibili da tutti gli utenti grazie a uno speciale badge, come avviene nei principali social che offrono questo genere di servizio.

### Chat vocali
A partire dal dicembre 2020, all'interno di gruppi e canali si possono avviare delle sessioni di chat vocali, attraverso le quali gli utenti possono interagire mediante un meccanismo del tipo push-to-talk, e rimanere in ascolto quando navigano all'interno o all'esterno dell'applicazione.
In seguito alla grande ascesa di Clubhouse, il 19 marzo 2021 viene rilasciato un importante aggiornamento, con quelle che Telegram chiama Chat vocali 2.0. A differenza della prima versione, gli utenti possono ora registrare le conversazioni avute, e fare richiesta del permesso di parlare alzando la mano virtualmente. Inoltre gli utenti hanno la possibilità di nascondere l'identità del proprio profilo privato all'interno delle Chat vocali, utilizzando un canale pubblico o il gruppo di cui sono amministratori come profilo tramite cui parlare, senza così invalidare la propria privacy.
Da giugno 2021 sono state introdotte le videochiamate di gruppo, un'estensione delle chat vocali che permette di attivare la videocamera e condividere lo schermo. A fine agosto diventa possibile, nelle chat vocali dei canali e dei gruppi, trasmettere video ad un numero illimitato di persone.

### I bot

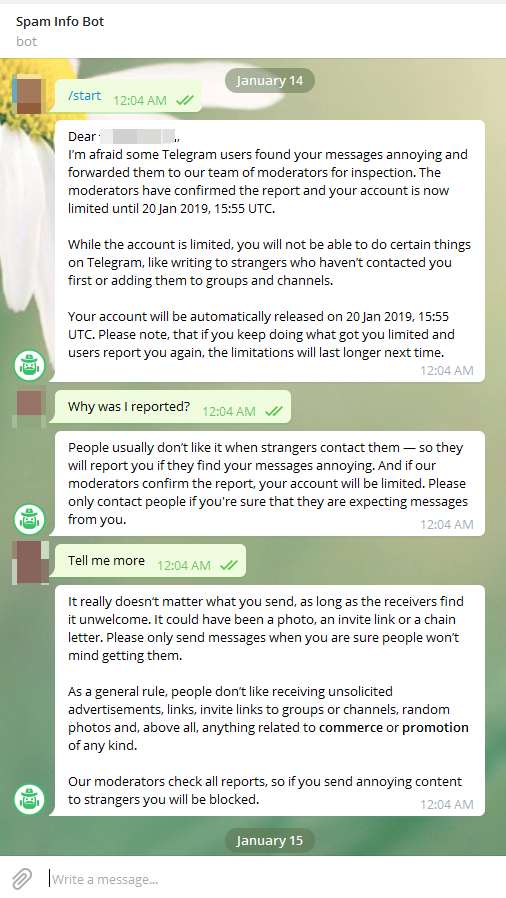
Un bot

Da giugno 2015 Telegram ha introdotto una piattaforma per permettere, a sviluppatori terzi, di creare i bot. I Bot sono degli account Telegram, gestiti da un programma, che offrono molteplici funzionalità con risposte immediate e completamente automatizzate.
Dal 4 gennaio 2016 è disponibile una nuova modalità inline per i bot, che permette di utilizzare un bot semplicemente citandolo con il proprio username in qualsiasi chat (chat cloud, canali e gruppi).
I bot inline ufficiali sono i seguenti:
- @gif – Per cercare e mandare GIF;
- @vid – Per condividere video da YouTube;
- @bing – Per condividere immagini con Bing;
- @pic – Per condividere immagini con Yandex;
- @wiki – Per condividere voci di Wikipedia in tutte le lingue;
- @Imdb – Per condividere informazioni sui film;
- @bold – Per formattare parti del testo.

In seguito sono stati introdotti altri inline bot, @youtube, @music, @foursquare, @sticker, @gamee e @gamebot.
Per creare e gestire i propri bot è stato creato Botfather (@BotFather).

### Gli sticker
Gli Sticker (o adesivi) sono immagini ad alta definizione salvate sul cloud. Hanno lo scopo di rendere più espressive e convincenti le emoji e i messaggi. Gli Sticker sono raggruppati nei set, chiamati "Sticker Pack" che si possono aggiungere alla propria libreria tramite un link oppure cliccando sopra uno sticker mandato da un altro utente e successivamente cliccando "Aggiungi Sticker". Ogni set può contenere al massimo 120 Sticker. Telegram offre un pacchetto di Sticker preinstallato, con la possibilità per gli utenti di crearne altri tramite il bot ufficiale @Stickers.
Nel giugno del 2019 la funzionalità è stata aggiornata con l'introduzione degli stickers animati.

### Telegraph
Telegraph è uno strumento offerto da Telegram per la pubblicazione di post formattati con foto, video, e contenuti multimediali, quali video da YouTube e Vimeo o tweet.
Telegraph è progettato con un design minimalista. Ogni articolo sul sito web è isolato dagli altri, non è possibile unire gli articoli in gruppi o gerarchie. Per ogni articolo, l'autore specifica un titolo e il nome dell'autore. Inoltre, il titolo dell'articolo indica la data della prima pubblicazione, non modificabile dall'autore.
Le stesse opzioni di formattazione rispecchiano lo stile minimalista: sono supportati solo due livelli di intestazioni, elenchi a livello singolo, grassetto, corsivo, virgolettati e collegamenti ipertestuali. Gli autori degli articoli possono caricare sulla pagina immagini e video con una dimensione massima di 5 MB.
Quando un articolo viene pubblicato per la prima volta, l'URL viene generato automaticamente dal titolo. I caratteri non latini vengono traslitterati, gli spazi vengono sostituiti da trattini e la data di pubblicazione viene aggiunta all'indirizzo. Ad esempio, un articolo intitolato "Telegraph (piattaforma blog)" pubblicato il 17 novembre riceverebbe l'URL /Telegraph-piattaforma-blog-11-17.

### Instant view
Dal novembre del 2016, grazie al servizio di Instant view, Telegram permette di aprire alcuni link attraverso un browser nativo con una tempo di caricamento pari a zero e riducendo il consumo di dati.
Con l'introduzione nel dicembre del 2018 del servizio di Instant view 2.0, Telegram ha allargato il servizio a siti con formattazioni e contenuti più complessi, come ad esempio articoli in lingue con scrittura da destra a sinistra o pagine da scrollare in orizzontale. L'obiettivo di Telegram è rendere il servizio disponibile per gran parte delle pagine web.

### Importazione cronologia chat
In seguito all'impennata di iscrizioni avvenuta nel gennaio del 2021, è stata introdotta la possibilità di importare i messaggi da alcune delle principali applicazioni di messagistica come WhatsApp, Line e KakaoTalk. Tramite questo servizio, gli utenti possono visualizzare i messaggi precedentemente scambiati utilizzando queste app, all'interno della conversazione presente su Telegram, convogliando l'intera cronologia in un'unica app.

### Sondaggi
All'interno di gruppi e canali è possibile condividere dei sondaggi a risposta multipla. Le risposte dei sondaggi possono essere impostate sia in forma anonima, sia rendendo visibile a tutti le risposte dei singoli utenti. Inoltre si può rendere selezionabile più di una singola risposta.
I sondaggi possono essere creati in modalità quiz, selezionando in fase di creazione la risposta da considerare esatta. Attraverso il bot @Quizbot è possibile creare e modificare un elenco di domande da condividere in gruppi e canali, il bot è in grado di creare una vera e propria classifica dei partecipanti a seconda del numero di risposte giusto e dei tempi di risposta. Oggi non è possibile cancellare un quiz creato.

### Persone e gruppi vicini
Dal giugno del 2020, su Telegram è possibile consultare un elenco delle persone nelle vicinanze che decidono di rendere visibile il proprio profilo e così contattarle. Si può in ogni momento disattivare la condivisione del proprio profilo all'interno dell'elenco, senza non potere poi più visualizzare gli altri contatti. Alle stesso modo è possibile creare dei gruppi locali, ovvero dei gruppi pubblici legati ad una posizione, e consultare un elenco dei gruppi legati a posizioni nei pressi della propria.

## Chiamate e videochiamate
Il 30 marzo 2017, Telegram ha annunciato l'introduzione delle chiamate vocali cifrate punto-punto, promettendo un'elevata qualità. Il supporto venne inizialmente dato per i sistemi Android ed iOS.
Il 15 agosto 2020, Telegram ha aggiunto la videochiamata con crittografia end-to-end come Signal e WhatsApp. Attualmente offre videochiamate one-to-one e ha in programma di introdurre videochiamate di gruppo sicure più avanti.
Telegram offre agli utenti uno strumento di verifica dell'efficacia della crittografia semplifico e immediato. Entrambi gli utenti visualizzano un set di 4 emoji sullo schermo nel corso delle chiamate e videochiamate, nel caso le emoji visibili dai due utenti corrispondano la chiamata risulta protetta al 100%.
È disponibile anche la modalità Picture-in-picture in modo che gli utenti abbiano la possibilità di utilizzare contemporaneamente le altre funzioni dell'app pur rimanendo nella chiamata e sono persino in grado di disattivare il video.

## Architettura

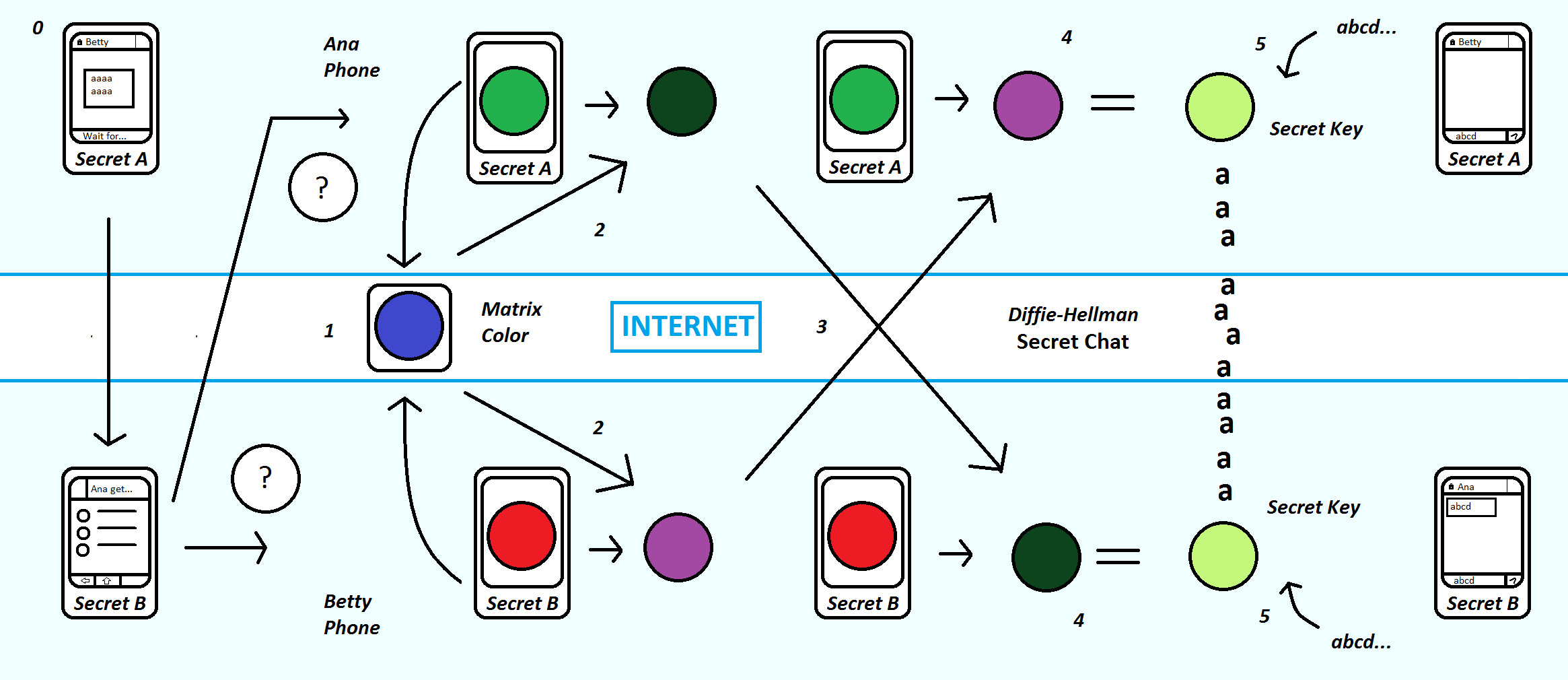
Un'illustrazione semplificata dello schema di crittografia MTProto.

### Le API di Telegram
Le API di Telegram sono disponibili per gli sviluppatori indipendenti, ci sono le API per creare i bot e quelle per creare versioni alternative del client Telegram; entrambe sono gratis. Per esempio, Plus Messenger è un client alternativo che usa le API di Telegram. Di recente è stata introdotta la cosiddetta API 2.0 per sviluppare Bot su Telegram, che ha introdotto nuove funzionalità.
Inoltre, Telegram rende disponibile un'API per effettuare pagamenti direttamente all'interno delle piattaforma, affiancando l'API ad un servizio di pagamenti esterno, come Stripe.

### Tabella client noti
Grazie alle API aperte di Telegram sono stati sviluppati numerosi client alternativi da parte di sviluppatori indipendenti, in aggiunta a quelli ufficiali per le più svariate piattaforme:
| Nome               | Piattaforme                                                 | Ufficiale | Licenza codice sorgente      | Supporto alle chat segrete | Note |
| ------------------ | ----------------------------------------------------------- | --------- | ---------------------------- | -------------------------- | --- |
| Telegram           | Android 6.0 e successive                                    | Si        | GPLv2 o successiva           | Si                         | Supporta anche tablet e smart watch Android Wear. |
| Telegram Messenger | iOS 9 e successive                                          | Si        | GPLv2 o successiva           | Si                         | Lanciata nell'agosto 2013 per iPhone e iPod touch e rilanciata nel luglio 2014 con il supporto per iPad. |
| Telegram X         | Android 5.0 e successive                                    | [ 77 ]    | Proprietari                  | Si                         | Un client alternativo per Telegram scritto da zero studiato per essere performante. La versione iOS è scritta in Swift, da ottobre 2018 è diventato il client ufficiale per iOS. La versione iOS è stata interrotta, con il suo codice unito all'app principale di Telegram. |
| Telegram Messenger | Windows Phone                                               | Si        | GPLv2 o successiva           | Si                         | Non più aggiornato da fine 2018. |
| Telegram           | Firefox OS                                                  | Si        | GPLv3                        | No                         | Basata su Telegram Web. |
| Telegram Desktop   | Windows NT 7 e successive, macOS 10.12 e successive e Linux | Si        | GPLv3 with OpenSSL exception | No                         | Client desktop basato su Qt |
| Telegram           | macOS                                                       | Si        | GPLv2                        | Si                         | |
| Telegram           | Google Chrome e Chrome OS                                   | Si        | GPLv3                        | No                         | |
| Telegram CLI       | Linux, FreeBSD e macOS                                      | [ 70 ]    | GPLv2                        | Si                         | Interfaccia a linea di comando per Telegram. |
| MadelineProto      | Linux, FreeBSD, Windows e macOS                             | [ 70 ]    | AGPLv3                       | Si                         | Libreria telegram con supporto a chat segrete e chiamate |
| Unigram            | Windows 10, Windows 10 Mobile                               | [ 70 ]    | GPLv3                        | Si                         | Una Universal Windows Platform app pubblicata sul Microsoft Store |
| Telegram           | Ubuntu Touch                                                | No        | GPLv2                        | Si                         | Basata su TelegramQML. |
| OctoGram           | Android 5.0 e versioni successive                           | No        | GPLv2                        | Si                         | Un client alternativo basato su Telegram Stock (8.2.7). |
| Nekogram           | Android 6.0 e versioni successive                           | No        | GPLv2                        | Si                         | Un client alternativo basato su Telegram Stock (6.0.0). |
| Nekogram X         | Android 6.0 e versioni successive                           | No        | GPLv2                        | Si                         | Un client alternativo basato su Nekogram. |
| Plus               | Android 4.1 e versioni successive                           | No        | GPLv2                        | Si                         | Un client alternativo basato su Telegram Stock (5.1.0) |

### Versione web
Telegram può essere utilizzato senza alcun client collegandosi all'apposita pagina del sito web di Telegram da qualsiasi browser, compresi quelli per dispositivi mobili, ed accedendo col proprio account. Questa versione è chiamata Telegram Web. Alcune funzioni, però, su Telegram Web non sono disponibili, ad esempio: inviare contatti, inviare la posizione, chat segrete.
Inoltre, ad aprile 2020 sono state introdotte due nuove versioni web: Webk E Webz 

## Monetizzazione
Sebbene Telegram avesse in passato annunciato che non avrebbe mai inserito pubblicità all'interno della propria applicazione, limitando le loro fonti di guadagno alle donazioni, alla fine del 2020 Pavel Durov ha annunciato che Telegram stava lavorando per introdurre annunci pubblicitari nell'applicazione in maniera non invasiva.
Gli annunci pubblicitari non saranno mai visibili nelle chat private o nei gruppi, ma verranno mostrati nei canali pubblici. Telegram ha garantito che gli annunci saranno facilmente riconoscibili rispetto ad altri messaggi, in modo da evitare confusione con contenuti non sponsorizzati e rispettare la privacy degli utenti.
A partire dal 2021, Telegram ha introdotto anche funzionalità a pagamento per gli utenti premium, come profili aziendali e altre opzioni avanzate, mantenendo però i principali servizi fruibili gratuitamente per tutti gli utenti.
Con queste nuove funzionalità, Telegram intende coprire i costi operativi, inclusi quelli dei server e del traffico dati, che risultano difficili da sostenere solo con le donazioni.
Il 23 marzo 2021, Pavel Durov ha annunciato di aver raccolto un miliardo di dollari tramite la vendita di obbligazioni, per sostenere il sistema di annunci e contribuire a rendere Telegram un'azienda finanziariamente sostenibile. Tuttavia, secondo l'avvocato Michael Tretyak del Digital Rights Center, tra i compratori figurava anche un fondo d'investimento russo che, alla scadenza, potrebbe diventare l'effettivo proprietario.

## Utilizzi controversi

### Jihadisti
Le politiche stringenti sulla privacy e l'utilizzo di chat criptate, hanno fatto sì che Telegram sia diventato uno degli strumenti di propaganda più utilizzati dai jihadisti e in particolare dall'ISIS.
Nel settembre del 2015, Pavel Durov ha dichiarato che la privacy e il diritto alla privacy fossero più importanti della privacy stessa, dicendo in modo provocatorio che bisognerebbe bandire anche le parole poiché utilizzate dai terroristi per comunicare. Nel novembre del 2015 Telegram ha annunciato il blocco di 78 canali legati all'ISIS.
A dicembre 2016, il team ha annunciato il canale ISIS Watch (@ISISwatch) per segnalare il numero di canali, gruppi e bot rimossi ogni giorno a causa della loro natura terroristica.

### Gruppi di estrema destra
Nel tempo Telegram è diventato di raccolta di alcuni movimenti razzisti, misogini e antisemiti sparsi in diverse zone del mondo.
Il gruppo neo-nazista The Base, in seguito ai blocchi di altre grandi piattaforme, ha utilizzato Telegram come uno dei principali mezzi di comunicazione. In seguito ad alcuni arresti avvenuti nel 2020, è apparsa una nota sul profilo ufficiale di Telegram che intimava il gruppo a smettere di postare.
Telegram è stato individuato come uno dei mezzi di comunicazione più largamente utilizzati dai Proud Boys in seguito ai blocchi avvenuti da piattaforme come Facebook e Twitter dopo l'assalto al Campidoglio degli Stati Uniti d'America del 2021.
Nel gennaio 2021, Telegram ha confermato di aver bloccato "dozzine" di canali neonazisti e suprematisti bianchi con decine di migliaia di seguaci per incitamento alla violenza.

### Pedopornografia e revenge porn
L'applicazione è spesso utilizzata per la condivisione di materiale porno, ciò include anche materiale pedopornografico e di revenge porn. Questo fenomeno, diffuso globalmente, è presente anche in Italia, ed è stato motivo di aspra critica verso le politiche della piattaforma e alle mancate risposte da parte di Telegram alle segnalazioni degli utenti e della Polizia di Stato.

### Pirateria
I canali di Telegram sono spesso veicolo di condivisione di contenuti piratati, quali film, musica o copie dei maggiori quotidiani, al punto che in seguito a un forte crescita di quest'ultimo fenomeno nel corso della pandemia di COVID-19 in Italia la Federazione italiana editori giornali ha richiesto all'autorità per le garanzie nelle comunicazioni di sospendere il servizio, senza alcun successo.
Il fenomeno della pirateria ha portato Telegram a essere inserito nel dicembre del 2020 in una watchlist dell'Unione europea per il controllo della contraffazione e della pirateria, risultando insieme a VK il primo social media a comparire nella lista.

### Bot per la vendita di dati
Nel 2021 è stato rilevato un bot su Telegram capace di vendere i numeri telefonici di 533 milioni di utenti Facebook, di cui 35 milioni italiani.

## Censura

Mappa dei paesi in cui Telegram è attualmente bloccato (blu scuro) o lo è stato in passato (verdeacqua chiaro):
Attualmente bloccato
Bloccato in passato

Attualmente bloccato
     Bloccato in passato

### Azerbaigian
A partire dal 27 ottobre 2020, a causa del conflitto armato nel Nagorno Karabakh, il Ministero dei trasporti, delle comunicazioni e delle alte tecnologie dell'Azerbaigian ha imposto la temporanea sospensione dell'uso di molti social media all'interno del paese. Tale restrizione ha portato al totale blocco dei servizi offerti da Telegram, Facebook, WhatsApp, YouTube, Instagram, TikTok, LinkedIn, Twitter, Zoom, Skype. Le limitazioni imposte sono state revocate il 10 novembre.

### Bahrein
Nel giugno del 2017 è stato bloccato l'uso di Telegram nei territori del Bahrein.

### Bielorussia
Nel corso delle proteste in Bielorussia del 2020 i manifestanti hanno utilizzato Telegram come piattaforma per il coordinamento delle proteste. Telegram infatti è stata una delle poche piattaforme per la comunicazione disponibili nel corso dei tre giorni di oscuramento di internet nel tre giorni successivi alle elezioni. Nonostante gli sforzi da parte del governo di bloccare l'utilizzo dell'applicazione, il pomeriggio dell'11 agosto il 45% delle persone che usavano l'applicazione per il coordinamento delle proteste si è connessa al servizio.

### Cina
Nel giugno del 2015 la Cina ha bloccato l'uso dell'applicazione. Sono diversi i servizi di messagistica e social media banditi in Cina, tra questi vi sono anche WhatsApp e Signal.

### Hong Kong
Nonostante Telegram fosse già stata bloccata dal governo cinese, nel corso delle proteste a Hong Kong del 2019-2020 l'applicazione ha svolto un ruolo chiave, permettendo ai manifestanti di coordinare le proprie azioni grazie all'utilizzo di canali e super gruppi. L'11 giugno 2019 viene arrestato Ivan Ip, l'amministratore di un super gruppo su Telegram con un numero di membri compreso tra i 20 000 e i 30 000, con l'accusa di cospirare al fine di danneggiare la comunità. L'uomo ha affermato di essere stato costretto dalla polizia a sbloccare l'accesso al proprio telefono e condividere la lista dei membri del gruppo. Nei giorni successivi all'arresto di Ivan Ip, Telegram ha subito degli attacchi informatici DDos ai propri server che ne hanno mandato in tilt i servizi. Telegram ha poi indicato il governo cinese come mandante di questi attacchi. Pavel Durov ha affermato che non fosse il primo episodio del genere nel corso delle proteste.
Il 28 agosto del 2019 l'Hong Kong Internet Service Providers Association ha annunciato la volontà da parte del governo di Hong Kong di bloccare l'uso di Telegram.

### India
All'inizio del 2019 è stato rilevato che alcune piattaforme web, tra cui Telegram, erano state bloccate dagli internet service provider indiani venendo meno alle regole di neutralità della rete. La probabile causa di questa censura è la reperibilità di contenuti pornografici. Il 9 febbraio del 2019 l'Internet Freedom Foundation, un'organizzazione indiana non governativa per la tutela dei diritti e delle libertà digitali, ha richiesto chiarimenti sul coinvolgimento del dipartimento delle telecomunicazioni indiano nel blocco di Telegram, il quale ha dichiarato di non avere informazioni al riguardo.

### Indonesia
Nel 2017 l'Indonesia ha bloccato l'utilizzo di Telegram a causa della propaganda terrorista presente sull'applicazione. Successivamente il governo indonesiano e la società di Pavel Durov hanno sottoscritto un accordo per arginare il fenomeno, con la conseguente revoca del divieto di utilizzo dell'applicazione.

### Iran
Il blocco del governo iraniano a utilizzare Viber e Line ha portato a una grande crescita dell'utenza nel paese che usa Telegram. Poiché divenuta l'applicazione di messagistica di riferimento, nell'agosto del 2015 il governo iraniano ha imposto a Telegram di eliminare alcuni contenuti denigratori verso di loro. L'eliminazione di questi contenuti da parte di Telegram è stato motivo di critica, l'azienda si è difesa affermando che i contenuti all'interno delle chat erano assolutamente al sicuro e fuori da questo intervento, il quale si è limitato a cancellare alcuni pacchetti di stickers e bot dalla piattaforma. Il 20 ottobre 2015 Pavel Durov ha affermato che il governo iraniano avesse fatto richiesta a Telegram di accedere ai dati riguardanti le conversazioni private, in seguito alla risposta negativa di Telegram i loro servizi sono stati interrotti per alcune ore.
Nel maggio del 2016 il governo iraniano ha fatto richiesta a Telegram di spostare i propri dati relativi alle chat dei suoi cittadini su server di proprietà del governo stesso.
Il 20 aprile del 2017 viene totalmente bloccata la possibilità di effettuare chiamate su Telegram. Il 30 dicembre Telegram ha chiuso un canale che nel corso di alcune proteste incentivava l'uso di molotov contro la polizia iraniana. Successivamente Telegram ha dichiarato che il canale andasse contro le linee guida dell'applicazione e le politiche di divieto alla violenza. Il canale è stato ripristinato in seguito alle promesse dei suoi amministratori di non infrangere le regole di Telegram e ha 700 000 iscritti in meno di un giorno. Il 31 dicembre il governo iraniano ha annunciato delle restrizioni temporanee al fine di garantire la calma e la sicurezza nel paese, dopo che la società si era rifiutata di oscurare i canali di protesta pacifici. Il 13 gennaio del 2018 sono stati ripristinati i servizi di Telegram, anche in seguito ai danni economici al paese che l'interruzione di questi aveva comportato.
Nel marzo del 2018 il presidente del comitato per politica estera e la sicurezza nazionale ha annunciato la necessità di bloccare Telegram entro il 20 aprile 2018, in seguito al ruolo chiave avuto nel corso delle proteste, e sottolineando la necessità di finanziare app locali. Nonostante fosse stato osservato che nel corso del blocco di Telegram del gennaio del 2018 il 75% dei cittadini avessero preferito adoperare servizi di VPN per eludere il divieto piuttosto che usare app locali, il 1º maggio 2018 l'uso dell'applicazione è stato impedito dal governo iraniano.
Il 27 aprile 2018 è stata revocata la licenza a Telegram di tenere i propri server CDN nel paese, i quali sono dovuti essere mossi fuori di esso.

### Pakistan
Il 17 novembre 2017 il governo pakistano ha bloccato l'utilizzo dei servizi di Telegram.

### Russia
Il 16 maggio 2018 i media russi hanno riportato come il Roskomnadzor minacciasse di bloccare Telegram. Il 13 aprile del 2018 Telegram viene bandito in Russia in seguito ai rifiuti di cedere al Servizio federale per la sicurezza della Federazione russa le chiavi di crittografia utilizzate dalle chat, come imposto dalla legge anti-terrorismo.
Il blocco di Telegram è stato applicato bloccando oltre 19 milioni di indirizzi IP associati al servizio, tale pratica ha però portato a importanti danni collaterali che hanno coinvolto servizi terzi, risultando così un fallimento.
L'8 aprile 2018 le autorità russe hanno fatto richiesta ad Apple e Google di rimuovere Telegram dai propri app store, tuttavia le due aziende si sono rifiutate. Il 28 marzo 2018 attraverso una lettera legale è stato nuovamente richiesto ad Apple di rimuovere l'app dalla versione russa dell'App Store e di bloccare l'arrivo di nuove notifiche agli utenti che già avevano installato l'applicazione sul proprio dispositivo. Il 27 dicembre 2018 il motore di ricerca Yandex, il più usato in Russia, ha rimosso dai propri risultati i link di telegram.org.
Il 18 giugno 2019 è stato rimosso il blocco a Telegram dopo che questa ha accettato di "aiutare nella lotta all'estremismo".

### Stati Uniti d'America
Nel gennaio del 2021, un ex-ambasciatore degli Stati Uniti d'America ha intentato una causa contro Google e Apple poiché ospitavano Telegram nei loro app store, con l'accusa di essere uno strumento usato per intimidire, minacciare e ricattare i membri del governo.

### Thailandia
A causa delle proteste in Thailandia del 2020-2021 e dell'uso fatto da parte dei manifestanti per l'organizzazione delle proteste, il 19 ottobre 2020 la Commissione nazionale per la radiodiffusione e le telecomunicazioni ha ordinato il blocco dei servizi offerti da Telegram nel paese.